# Jan Jacob Vool

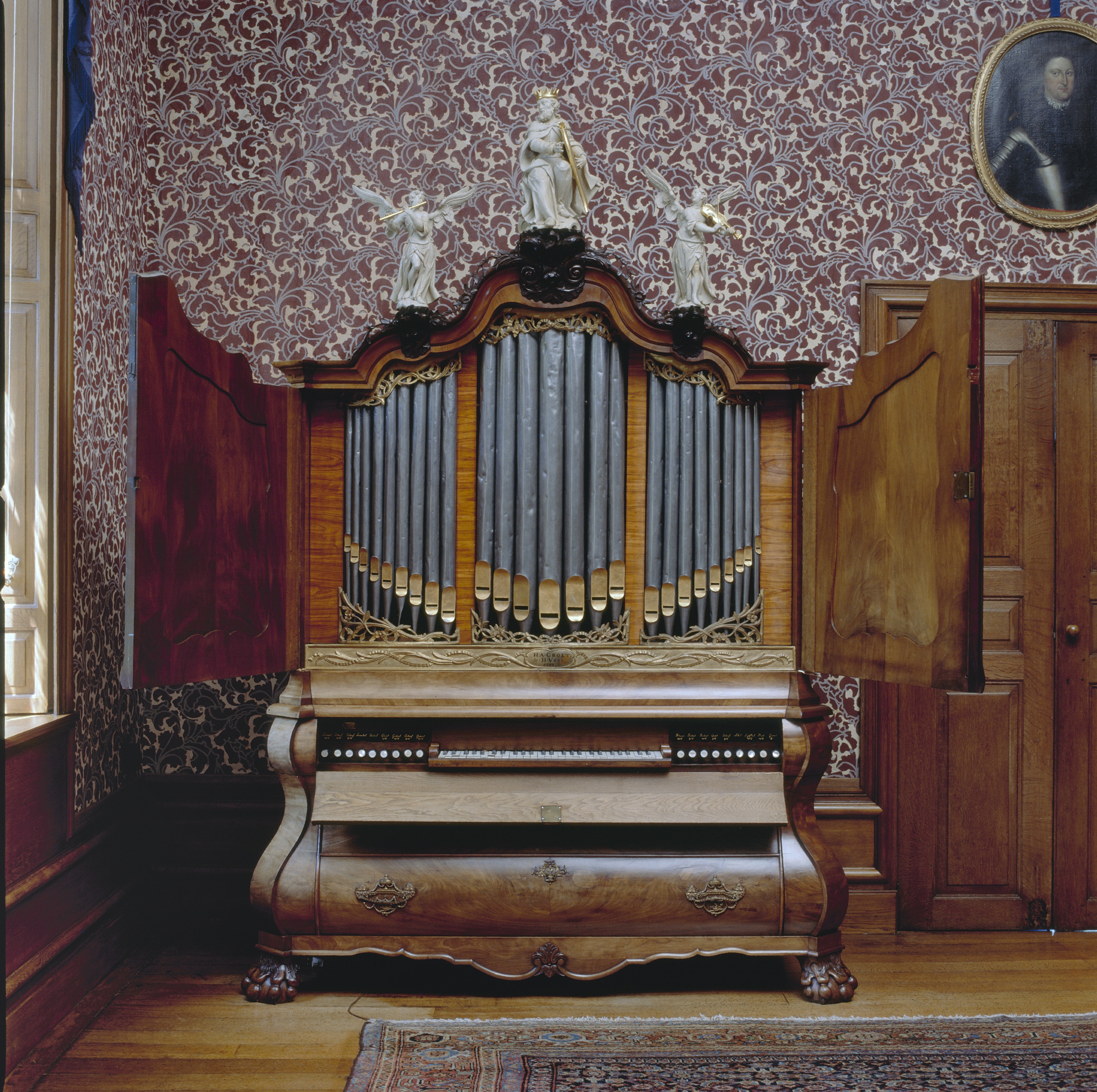
Kabinetorgel in de Menkemaborg (foto uit 1999)

Jan Jacob Vool (Altenkirche, circa 1745 – Amsterdam, 30 juni 1819) was een Nederlands orgelbouwer van Duitse komaf.

## Leven en werk
Vool kwam omstreeks 1775 naar Amsterdam en trouwde in 1780 of kort daarna met Geesje Klijnveldt. Hij werkte vanuit de Eerste Weteringdwarsstraat en bouwde een beperkt aantal kerkorgels. Hij was gespecialiseerd in huisorgels en kabinetorgels. De Algemene muziek encyclopedie noemt een kerkorgel te Boskoop (niet meer aanwezig) en kabinetorgels in 's-Hertogenbosch en in de Menkemaborg in Uithuizen. Dat laatste bouwde hij in 1777 samen met Hermanus Adolfus Groet; het werd in 1935 in permanente bruikleen van het Groninger Museum in deze borg geplaatst. In de eerste jaren van de 21e eeuw werd het gerestaureerd door Mense Ruiter. Na het overlijden van zijn collega-orgelbouwer Johannes Stephanus Strümphler in 1807 voltooide Vool het orgel van de Amstelhof in Amsterdam. 